# 076型两栖攻击舰
076型两栖攻击舰是中国人民解放军海军的一型两栖攻击舰，西方定义为直升机登陆船坞舰（LHD），可搭载固定翼飞机、直升机、气垫登陆艇等两栖作战载具。相较于之前的075型，076型增加了1条电磁弹射器和3条降落阻拦索系统，令其成为世界上首型通过弹射辅助起飞拦阻回收技术起降固定翼舰载航空器的两栖攻击舰，普遍被认为可以发挥无人机航空母舰的战术功能。076型两栖攻击舰采用双舰岛设计，是中国首款采用全电推进动力方式的军舰。

## 发展
2020年5月开始，在中国人民解放军的武器招标网站——全军武器装备采购信息网上出现了XX6项目的相应子系统招标。招标内容提到针对有21兆瓦燃气轮机和6兆瓦柴油机，中压直流综合全电力推进系统以及坞仓。而航空设施部分包括“无人机甲板”、弹药升降机、30吨级舷内升降机、电磁弹射器和阻拦装置。而由于075型两栖攻击舰当时已经完全定型，这个所谓的XX6项目即被认为是076型两栖攻击舰。
根据2023年12月的报道，沪东中华造船在建造第4艘075型两栖攻击舰的同时，也正在进行076型两栖攻击舰的建造。
2024年5月12日，央视播放“003福建号”航母海试归来的视频镜头时，切到了在乾船坞里组装的076两栖攻击舰画面。
2024年12月27日，076两栖攻击舰首舰下水命名仪式在上海举行，正式命名为中国人民解放军海军四川舰。
2024年12月29日，海军四川舰正式出坞，由拖船牵引到码头进行下一阶段的舾装和调试工作。

## 设计
福布斯的H. I. Sutton认为076型将会有一个全尺寸的飞行甲板，用于运行直升机、固定翼飞机。预计攻击-11等将能在上面起飞降落。另外还包括一个面向未來的新坞舱。